# Гиперспектральная съёмка

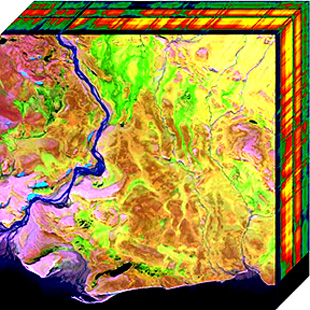
Двумерная проекция гиперспектрального куба

Гиперспектральная съёмка — раздел прикладной оптики, который изучает растровые изображения, каждый пиксел которых связан не с отдельным значением интенсивности света, а с полным спектральным разложением оптической энергии в границах какого-либо частотного диапазона. Эти значения обычно не ограничиваются видимым светом и нередко включают в себя также другие длины волн, например — ИК-диапазон.
Собранная таким образом информация, как правило, представляется для анализа в виде гиперкуба, оси которого соответствуют распределению зарегистрированных спектроскопических характеристик (отражаемости, флюоресценции, рамановского спектра и т. п.), пространственным координатам и, нередко, времени.
В настоящее время гиперспектральные методы активно используются в самых разнообразных приложениях, среди которых можно выделить медицину, контроль качества материалов, диагностику заболеваний, детекцию движущихся транспортных средств, мониторинг окружающей среды, дистанционное зондирование и т. д.
Гиперспектральную съёмку не следует путать с многоспектральными методиками, которые оперируют массивами узкополосных данных. В отличие от них, гиперспектральные изображения содержат сотни каналов, внутри которых осуществляется независимый сбор и регистрация информации высокого разрешения. Характерной особенностью задач, связанных с гиперспектральными методами, является то, что искомая информация оказывается распределена по большим объёмам данных, а искомые объекты не могут быть обнаружены посредством визуального наблюдения. Как правило, их детекция осуществляется или на субпиксельном уровне или посредством совмещения данных.